# Мати-Вірменія (монумент)

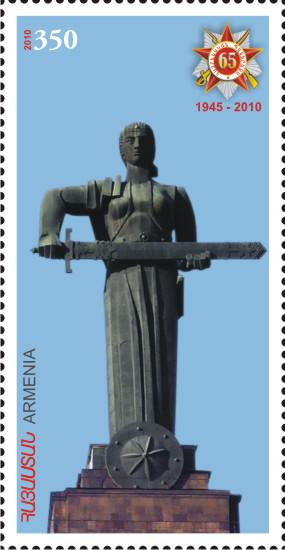
Монумент «Мати-Вірменія» на марці Вірменії, 2011

Мати-Вірменія (вірм. Մայր-Հայաստան) — монумент на честь перемоги Радянського Союзу в Німецько-радянській війні в Єревані.
Висота 54 м, з них 22 м — висота статуї. Розташований в парку Ахтанак (Перемога), що підноситься над центром міста.
П'єдестал (1950, архітектор Рафаел Ісраелян) виконаний з граніту, використані мотиви національного орнаменту — різьблення по каменю. Спочатку на ньому був встановлений пам'ятник Сталіну (скульптор Сергій Меркуров), демонтований у 1962. Статуя «Мати Вірменія» (1967, скульптор Ара Арутюнян) виконана з чеканної міді, символізує могутність та велич Батьківщини. Являє собою образ матері, вкладає меч в піхви. У ніг матері лежить щит. Скульптура характерна стилізованою формою рук, строгими рисами одягу.

## Музей
В основі пам'ятника розташована музей Міністерства оборони, в якому виставлені експонати часів Німецько-радянської та Карабахської воєн: особисті речі, зброя, документи та портрети героїв. Навколо п'єдесталу виставлені зразки озброєння того часу.